# Nathalie Derome
Nathalie Derome est une artiste interdisciplinaire québécoise.

## Biographie
Nathalie Derome détient une maîtrise de l'Université du Québec à Montréal portant sur l'appropriation du langage. Directrice générale et artistique de la compagnie Des mots d’la dynamite depuis 1988, elle est une artiste performeuse et interdisciplinaire qui présente des œuvres hybrides,.
Aux croisements de la performance, de la pratique de l'oralité, des arts visuels, de la musique, du théâtre et de la vidéo, Nathalie Derome présente son travail tant au Canada qu'à l'international (États-Unis, France, Italie, Cuba),. Elle est aussi animatrice d'ateliers d'initiation au travail interdisciplinaire et enseigne ponctuellement dans les universités du Québec.
Féministe active sur la scène artistique underground, elle participe à de nombreux événements en art actuel et présente de nombreux spectacles interdisciplinaires depuis 1987. Plus récemment, elle présente, en 2005, un spectacle de mini-chansons à la Sala Rosa dans le cadre du festival Edgy Women qui se présente maintenant en collaboration avec le poète et musicien Frank Martel.
En 2008, elle conçoit ensuite, Les temps qui courent, un spectacle présenté au Théâtre La Chapelle, où se croisent plusieurs médiums et pratiques en plus de publier un livre disque à la maison d'édition Planète rebelle (Les temps qui courent, vingt ans de paroles tenues). Elle présente également en 2009, un spectacle interdisciplinaire, Le spectacle de l'arbre, qui s'adresse aux enfants âgés de moins de 5 ans,.
Elle poursuit ses recherches créatives pour la petite enfance et met en place deux autres spectacles s'adressant aux enfants âgés de 18 mois et plus. Elle présente, en 2013, Là où j’habite, et en 2016, Magie lente. Pour elle, « Les pièces pour les tout petits enfants sont faites de tableaux ».
En 2019, elle présente, C’est ma sœur!, destiné aux enfants 4 à 7 ans et à leurs parents, à la Maison Théâtre de Montréal. Le thème qui gouverne cette création est le concept de la fraternité. En s’adressant aux plus vieux des plus petits, elle est revenue à la pratique de l’oralité et à un certain réalisme mis en contact avec la poésie du quotidien qui a longtemps caractérisée sa pratique pour les adultes.
À partir d’une thématique choisie au préalable et alimentée par une importante documentation, elle propose le plus souvent une question philosophique dont chacun des spectateurs s’approprie les contours pour nourrir la réflexion et l’écriture avec son expertise et les contraintes inhérentes à sa pratique.
Humaniste, elle déclare qu’elle croit profondément au pouvoir de transformation des mots et pense que « l’humour est une source de vitamines essentielle pour désamorcer la droite montante». Elle dit avoir toujours pensé que l’art est une pratique active d’action politique et d’engagement social,,.

## Œuvres

### Publications
- Les temps qui courent. Vingt ans de paroles tenues, Montréal, Planète Rebelle, Coll. Paroles, 2008, n.p.  (ISBN 978-2-922528-79-4)
- Narrateurs atypiques pour un siècle hystérique, avec Natalie Derome, Simon Gauthier, Franck Sylvestre, Éric Michaud, Arleen Thibeau, Nadine Walsh, France Arbour, Mathieu Lippé, Dany L.Boucher et Marie-France Bancel, Montréal, Planète Rebelle, Coll. Paroles, n.p.  (ISBN 978-2-923735-20-7)

### Spectacles
- La paresse, Montréal, Espace Go, 1987.
- La Peau des dents, Musée d’art contemporain, 1987[15].
- Canada Errant, performance-fleuve, Musée d’art contemporain, L’Espace Go, Galerie d’art, 1988.
- Le Retour du refoulé, théâtre perforé, Bibliothèque nationale, Théâtre La Chapelle, 20 Jours du théâtre à risque, Centre National des Arts, Université de London, 1990[15].
- Le Voyage de Pénélope, Musée d’art contemporain, Théâtre La Chapelle, Galerie L’œil de Poisson, Théâtre de la Ville, 1992[15].
- Dans le ring où tu boxes : stand-up poésie et musique à bout de bras, avec Luc Bonin et François Martel, Théâtre La Chapelle, 1995.
- Des mots, d’la dynamite, théâtre en forme de femme, Espace La Veillée, 20 Jours du théâtre à risque, Événement Folie- Culture, Festival des musiques de création, Grange-théâtre du Bic, 1996[15].
- La p'tite tombola : pour petits et grands, grands et petits : jeux, musique au balcon, folies curieuses, incroyables métamorphoses, bouffe, mini spectacle, gags désopilants, Cheval Blanc, 1998.
- S'allumer contre le vent, poème sur pattes : spectacle multidisciplinaire, avec François Martel, Nathalie Derome et Maryse Poulin et une mise en scène de Alain Francoeur, Théâtre du Maurier du Monument-National, Institut canadien de Québec, Festival des musiques de création et diffusé à l’émission Les décrocheurs d’étoiles à la Chaîne culturelle de Radio-Canada, 1998[15].
- Les 4 ronds sont allumés, chansons parodisiaques, présenté à La Petite Licorne, au Festival TransAmériques et dans le cadre d'une tournée en Abitibi, diffusé à l’émission Le Navire Night sur la Chaîne culturelle de Radio-Canada, 2000.
- Du temps d'antennes : Solo low-tech, une création interdisciplinaire de Nathalie Derome, dans les anciens locaux de Copie-Art, au Festival annuel d'innovation théâtrale et à la Maison Théâtre, et Théâtre Outremont, 2001[3],[15].
- Les écoutilles, cabaret de fortune, de Nathalie Derome, Olivier Tardif, Nicolas Letarte et François Bernier, présenté dans le cadre du Festival interdisciplinaire Vasistas du Théâtre La Chapelle, 2004[16],[15].
- Zap! Le réel, fantasisie psychanalitique, de Nathalie Derome et Gaétan Nadeau, Espace Libre, 2005[17],[15].
- Les temps qui courent. Vingt ans de paroles tenues, Théâtre Lachapelle en collaboration avec Productions Rhizome, 2008[15].
- Le spectacle de l'arbre, avec Nathalie Derome, Amélie Dumoulin et Karine Sauvé, conception de Émilie Bouchard, Maison Théâtre, 2009[18].
- Là où j'habite, concepteurs et auteurs : Nathalie Derome, Steeve Dumais et Amélie Dumoulin, Théâtre français, 2015[19].
- Magie lente, de Nathalie Derome et Steeve Dumais, Maison Théâtre, 2016[20].

### Performances
- Un devenir sec, 3e Symposium en arts visuels de l’Abitibi-Témiscamingue Théâtre des Eskers, 1999.
- Amour-émeraude et road-movie, Événement 10e anniversaire Centre des arts actuels SKOL, 1999.
- L’insomniaque et le souffleur de vers, AttrAction/Ap.Art Galerie Articule, 1999.
- Du temps qui fend l’air, Festival Art Action Actuel, 1999.
- Performance sans titre, avec Dulcinée Langfelder, L’Espace traversé, Colloque sur les pratiques interdisciplinaires en art, 2000.
- Bleu-Blanc-Rouge, trois performances, Festival international de performance Via 6, France, 2000.
- Les oreilles dans le plafond, Événement Psychogéographie et écosystèmes, Émission Le Navire Night, Chaîne culturelle de Radio-Canada, 2000.
- Blanc de mémoire, Performance dans le cadre de Bruits du noir au Studio 303, 2000.
- Esprit es-tu là?, Performance en première partie du spectacle Pension Vaudou à L'Espace Libre, 2000.
- Girouette-Weathercock, Performance dans le cadre de la Live Performance Biennal of Vancouver, à la Grunt Gallery, 2001.
- Duo des airs, Performance dans le cadre du festival InterAzioni, Cagliari, Sardaigne, 2001.
- Recueillement, Performance avec Maryse Poulin, dans le cadre de l'événement Éphémérides, organisé par le Centre d'exposition des Gouverneurs, à Sorel, 2002[15].
- Du temps d'antennes, solo low-tech, une exploration bilingue à partir d'un spectacle interdisciplinaire, dans le cadre du Free Fall Festival, à Toronto.
- Edgy Woman XII, Sala Rosa dans le cadre du festival Edgy Women, 2005.

### Disques
- Les 4 Ronds Sont Allumés, Chansons Parodisiaques, (CD, Canada, 2000)
- 2 tongue 4 : le Québec en montre une!, Local Distribution, (CD, Canada, 2003)
- Les Ecoutilles, Local Distribution, (CD, Canada, 2004)
- les chantillons, en collaboration avec Frank Martel, Local Distribution (CD, Canada, 2008)

## Prix et honneurs
- 2013-2014 - Lauréate : Prix d'interprétation féminine au Festival Katowice – Dzieciom, Pologne.